# 1455
- Wikisource

| Calendário gregoriano                                                        | 1455 MCDLV                                           |
| Ab urbe condita                                                              | 2208                                                 |
| Calendário arménio                                                           | 904 – 905                                            |
| Calendário bahá'í                                                            | -389 – -388                                          |
| Calendário budista                                                           | 1999                                                 |
| Calendário chinês                                                            | 4151 – 4152 Início a 18 de janeiro (aproximadamente) |
| Calendário copta                                                             | 1171 – 1172                                          |
| Calendário etíope                                                            | 1447 – 1448                                          |
| Calendários hindus - Vikram Samvat - Calendário nacional indiano - Cáli Iuga | 1510 – 1511 1376 – 1377 4555 – 4556                  |
| Calendário Holoceno                                                          | 11455                                                |
| Calendário islâmico                                                          | 859 – 860                                            |
| Calendário judaico                                                           | 5215 – 5216                                          |
| Calendário persa                                                             | 833 – 834                                            |
| Calendário rúnico                                                            | 1705                                                 |
| Calendário solar tailandês                                                   | 1998                                                 |

1455 (MCDLV, na numeração romana) foi um ano comum do século XV do Calendário Juliano, da Era de Cristo, e a sua letra dominical foi E (52 semanas), teve início a uma quarta-feira, terminou também a uma quarta-feira.
| Ano completo                        |
| ----------------------------------- |
| Ano comum com início à quarta-feira |

## Acontecimentos
- 8 de janeiro — No sentido a aprovação  do início da conquista do ultramar pelo Reino de Portugal, na sequência da anterior bula Dum diversas, de 1452, o Papa Nicolau V envia ao rei Afonso V de Portugal a bula Romanus Pontifex.
- 23 de fevereiro — Johannes Gutenberg imprime a primeira Bíblia.[carece de fontes?]
- Março — Visita de Cadamosto ao arquipélago da Madeira.
- 8 de abril — É eleito o Papa Calisto III.
- 22 de maio — A batalha de St. Albans marca o início da Guerra das Rosas, nome pelo qual são conhecidas uma série de lutas pelo trono de Inglaterra que duraram até 1485, opondo a Casa de Iorque à Casa de Lencastre.
- Saad Almostaim, também conhecido como Ciriza ou Mulei Zade torna-se o 20º rei nacérida de Granada ao destronar Maomé XI, El Chiquito, que foi executado. Reinará com um interregno até 1464.

## Nascimentos
- 1 de fevereiro — Rei João, da Dinamarca, Noruega e Suécia  (m. 1513).
- 3 de março:
  - Rei João II de Portugal  (m. 1495).
  - Ascanio Sforza, cardeal e diplomata da Igreja Católica.  (m. 1505).
- 3 de maio — João II, rei de Portugal de 1481 até à sua morte  (m. 1495).
- 8 de setembro — Bernardino López de Carvajal y Sande,  bispo e cardeal espanhol, decano do Colégio dos Cardeais  (m. 1523).
- Cataldo Parisio, humanista siciliano que viveu alguns anos em Portugal, sendo preceptor de príncipes e de membros da aristocracia.  (m. 1517).
- Paulus Aemilius Veronensis, historiador italiano  (m. 1529).

## Mortes
- 18 de fevereiro — Fra Angelico, pintor, frade dominicano e beato católico  (n. 1387).
- 24 de março — Nicolau V, papa e frade dominicano  (n. 1397).
- 22 de maio — Edmundo Beaufort, duque de Somerset, nobre inglês da Casa de Lencastre que teve um papel destacado na Guerra dos Cem Anos e na Guerra das Rosas  (n. 1406).
- 2 de dezembro — Isabel de Avis, rainha consorte do rei Afonso V de Portugal  (n. 1432).
- Maomé XI, El Chiquito, 19.º sultão nacérida do Reino de Granada desde 1453, executar a mando de Saad al-Mustain, que o destronou.